# Đúc trượt có từ tính hỗ trợ
Đúc trượt có từ tính hỗ trợ là một kỹ thuật sản xuất sử dụng các tiểu cầu hạt nano cứng đẳng hướng trong một ma trận gốm, kim loại hoặc polymer chức năng để sản xuất các đối tượng lớp có thể bắt chước các đối tượng tự nhiên như xà cừ. Mỗi lớp tiểu cầu được định hướng theo một hướng khác nhau, kết quả là đối tượng có sức mạnh lớn hơn. Các nhà phát minh cho rằng quá trình này nhanh hơn gấp 10 lần so với in 3D thương mại. Từ hóa và định hướng của các tiểu cầu gốm đã được cấp bằng sáng chế.

## Kĩ thuật
Kỹ thuật này liên quan đến việc đổ một hệ thống huyền phù gồm các tấm gốm micro được từ hóa. Lỗ trong khuôn thạch cao hấp thụ chất lỏng từ huyền phù, cố định vật liệu từ bên ngoài vào. Các hạt này phải chịu một từ trường mạnh khi chúng củng cố khiến chúng sắp xếp theo một hướng. Định hướng của trường được thay đổi theo chu kỳ đều đặn, di chuyển các tấm vẫn còn trong huyền phù, mà không làm phiền các tấm đã được cố định. Bằng cách thay đổi thành phần của chất huyền phù và hướng của tiểu cầu, một quá trình liên tục có thể tạo ra nhiều lớp với các đặc tính vật liệu khác nhau trong một vật thể duy nhất. Các đối tượng kết quả có thể bắt chước gần đúng các mô hình tự nhiên của chúng.

## Răng nhân tạo
Các nhà nghiên cứu đã tạo ra một chiếc răng nhân tạo có cấu trúc vi mô giống như một chiếc răng thật. Các lớp bên ngoài, tương ứng với men, rất cứng và có cấu trúc phức tạp. Các lớp bên ngoài chứa các hạt nano thủy tinh và các tấm nhôm oxit được căn chỉnh vuông góc với bề mặt. Sau khi các lớp bên ngoài cứng lại, một huyền phù thứ hai được đổ vào. Nó không chứa thủy tinh, và các tấm được sắp xếp theo chiều ngang đến bề mặt của răng. Những lớp sâu hơn này cứng hơn, giống như ngà răng. Răng sau đó được nấu ở 1.600 độ để nhỏ gọn và làm cứng vật liệu - một quá trình được gọi là thiêu kết. Bước cuối cùng liên quan đến việc lấp đầy các lỗ chân lông còn lại bằng một monomer tổng hợp được sử dụng trong nha khoa, mà polyme hóa sau khi điều trị. Độ cứng và độ bền xấp xỉ của cả men răng và ngà răng.